# Pachytettix ikrajubus
Pachytettix ikrajubus är en insektsart som beskrevs av Keti Maria Rocha Zanol 2006. Pachytettix ikrajubus ingår i släktet Pachytettix och familjen dvärgstritar. Inga underarter finns listade i Catalogue of Life.